# Signe Gaupset
Signe Gaupset (ur. 18 czerwca 2005 w Molde) – norweska piłkarka, występująca na pozycji pomocniczki w norweskim klubie SK Brann oraz w reprezentacji Norwegii. Uczestniczka Mistrzostw Europy 2025.

## Statystyki

### Klubowe
Na podstawie:
| Klub         | Sezonów | Liga       | Liga  | Liga   | Puchar krajowy | Puchar krajowy | Kontynentalne | Kontynentalne | Suma  | Suma   |
| Klub         | Sezonów | Liga       | Mecze | Bramki | Mecze          | Bramki         | Mecze         | Bramki        | Mecze | Bramki |
| ------------ | ------- | ---------- | ----- | ------ | -------------- | -------------- | ------------- | ------------- | ----- | ------ |
| IL Sandviken | 1       | Toppserien | 5     | 1      | 5              | 1              | –             | –             | 10    | 2      |
| SK Brann     | 4       | Toppserien | 68    | 19     | 11             | 5              | 13            | 1             | 82    | 25     |
|              | Łącznie | Łącznie    | 73    | 20     | 16             | 6              | 13            | 1             | 200   | 45     |

### Reprezentacyjne
Na podstawie:
| Występy z golami w reprezentacji | Występy z golami w reprezentacji | Występy z golami w reprezentacji | Występy z golami w reprezentacji | Występy z golami w reprezentacji | Występy z golami w reprezentacji | Występy z golami w reprezentacji | Występy z golami w reprezentacji |
| Lp.                              | Data                             | Miasto                           | Przeciwnik                       | Wynik                            | Gole                             | Inne                             | Rozgrywki                        |
| -------------------------------- | -------------------------------- | -------------------------------- | -------------------------------- | -------------------------------- | -------------------------------- | -------------------------------- | -------------------------------- |
| 1.                               | 29.10.2024                       | Oslo                             | Albania                          | 9:0 (3:0)                        | 75'                              |                                  | Eliminacje EURO 2025             |
| 2.                               | 10.07.2025                       | Thun                             | Islandia                         | 2:1 (2:0)                        | 15', 26'                         | 2 asysty                         | Mistrzostwa Europy 2025          |

## Sukcesy
Na podstawie:

### Klubowe
- Mistrzyni Norwegii 2021, 2022
- Puchar Norwegii 2022